# Jōji Yuasa

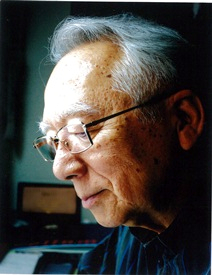
Jōji Yuasa (2014)

Jōji Yuasa (jap. 湯浅 譲二, Yuasa Jōji; * 12. August 1929 in Kōriyama; † 21. Juli 2024 in Tokyo) war ein japanischer Komponist und Hochschullehrer.

## Biografie
Während der Vorbereitung zum Medizinstudium an der Keiō-Universität in Tokyo lernte Yuasa den Komponisten Tōru Takemitsu und den Musikwissenschaftler Kuniharu Akiyama kennen und schloss sich 1952 dem Jikken-kobo, einer musikalischen Experimentalwerkstatt, an und widmete sich fortan der Komposition.
Er erhielt im In- und Ausland Stipendien und Kompositionsaufträge. Unter anderem war er 1976 composer in residence an der University of California, San Diego, wurde ins Förderprogramm des DAAD aufgenommen und war Stipendiat des New South Wales Conservatorium of Music in Sydney (1980), der University of Toronto (1981) und des IRCAM (1987). Er war Gastkomponist des Festival of  the Arts of This Century (Hawaii 1970), der New Music Concerts (Toronto 1980), des Asia Pacific Festival (Neuseeland 1984) und des Pacific Music Festival (Sapporo 1990) und Dozent beim Composers Workshop in Amsterdam (1984) und den Darmstädter Ferienkursen (1988).
Von 1981 bis 1994 war er als Professor an der University of California, San Diego aktiv, danach als Professor emeritus. 1999 wurde er mit dem Preis der Japanischen Akademie der Künste ausgezeichnet. 1991 wirkte er in der Jury der Weltmusiktage der Internationalen Gesellschaft für Neue Musik ISCM. 2010 wurde er zum Ehrenmitglied der International Society for Contemporary Music ISCM gewählt.
Joji Yuasa verstarb am 21. Juli 2024 in seinem Haus in Tokyo an einer Lungenentzündung.

## Werke
- Two Pastorals, 1952
- Three Score Set, 1953
- Serenade:chant pour "Do", 1954
- Projection for Seven Players, 1955
- Cosmos Haptic, 1957
- Projection Topologic, 1959
- Aoi no Ue, 1961
- Projection Esemplastic für Klavier, 1962
- Interpenetration für zwei Flöten, 1963
- Kansoku, 1964
- Icon on the Source of White Noise, 1967
- Projection for Cello and Piano, 1967
- Projection for Kotos and Orchestra, 1967
- Music for Space Projection, 1969
- Voices Comming, 1969
- Projection for String Quartet, 1970
- Triplicity for Contrabass, 1970
- Questions, 1971
- Utterance, 1971
- Inter-posi-play-tion I, 1971
- Chronoplastic for Orchestra, 1972
- On the Keyboard, 1972
- Performing Poem "Calling Together", 1973
- Inter-Posi-Play-Tion II, 1973
- Projection Esemplastic for White Noise, 1974
- Projection on Basho's Haiku, 1974
- Territory, 1974
- Time of Orchestral Time I, 1975
- Not I, but the wind, 1976
- My Blue Sky, No. 3 für Solovioline, 1977
- Domain, 1978
- Mai-Bataraki from Ritual for Delphi, 1979
- Projection Onomatopoetic, 1979
- Requiem for Orchestra, 1980
- Scenes from Basho, 1980
- Clarinet Solitude, 1980
- A Winter Day-homage to Basho, 1981
- Ishibutai Ko, 1981
- Asakano Eisho, 1982
- A Perspective for Orchestra, 1983
- Interpenetration No.2, 1983
- Observations on Weather Forecasts, 1983
- Composition on Ze Ami's 9 grades, 1984
- Shin Kiyari Kanda Sanka, 1984
- Towards "The Midnight Sun", 1984
- Uta Asobi on Onomatopoeia, 1985
- Cosmos Haptic II, 1986
- Revealed Time for Viola & Orchestra, 1986
- A Study in White, 1987
- Maibataraki II, 1987
- Mutterings, 1988
- Suite Fushi Gyo-Un, 1988
- To the Genesis, 1988
- Nine Levels by Ze-Ami, 1988
- Koto Uta Basho's 5 Haiku, 1989
- Scenes from Basho II, 1989
- Terms of Temporal Detailing, 1989
- Subliminal Hey J., 1990
- Phonomatopoeia, 1991
- Eye on Genesis, 1991
- Homage a Sibelius, 1991
- Piano Concertino, 1994
- Responsorium, 1995
- Symphonic Suite"The Narrow Road into...", 1995
- Viola Locus, 1995
- Violin Concerto, 1996
- Jo Ha Kyu, 1996
- Melodies, 1997
- Cosmic Solitude, 1997
- Cosmos Haptic IV for cello and piano, 1997
- In Memory of Toru Takemitsu, 1997
- Reigaku, 1997
- Solitude in Memoriam T.T. for Trio, 1997
- Chronoplastic II, 1999/2000
- Chronoplastic III, 2001
- Projection for String Trio, 2001
- Cosmos Haptic V, 2002
- Four Seasons from Basho's Haiku, 2002
- Projection for Two Pianos, 2004
- Eye on Genesis III, 2005
- An Elegy for Mandolin Orchestra, 2008
- Symphonic Suite "Basho in the Wind of Autumn", 2009
- Music for Cosmic Rite for Gagaku, 2011